# جيمي بلي ويت
جيمي بلي ويت (بالإنجليزية: Jimmy Blewett)‏ هو سائق سباق أمريكي، ولد في 26 أغسطس 1980.